# Яріш Ярослав Іванович
Ярослав Іванович Яріш (нар. 24 лютого 1981, село Ралівка, Самбірський район, Львівська область) — український письменник, актор, сценарист. Автор сценарію фільму «Екс».

## Біографія
Народився 24 лютого 1981 року в селі Ралівка, Самбірського району. Закінчив бухгалтерське відділення Вишнянського коледжу Львівськогого національного аграрного університету. Працює сільським бухгалтером. За мотивами повісті Ярослава Яроша «Лицар з Кульчиць» ним був написаний кіносценарій до фільму про Юрія Кульчицького. Крім того, у цьому фільмі письменник дебютував як актор: знявся у ролі турецького аги.

Твори
- Будить хиренну волю (Твердиня 2010)
- Лицар з Кульчиць (Фоліо 2010),
- Із сьомого дня (Книжковий Клуб Дозвілля 2011),
- Кровна мста (Книжковий Клуб Дозвілля 2012),
- Судний день (Фоліо 2014),
- Сповідь з того світу (Фоліо 2015),
- Самійло (Час майстрів 2017).[1]

## Нагороди
- Дипломант конкурсу «Коронація слова» 2008 року (за книгу «Будить хиренну волю»);
- Переможець літературного конкурсу «Українська сила» 2009 року (за повість «Козацька сила»);
- Переможець міжнародного конкурсу імені Олеся Гончара 2010 року (за роман «Руська Правда»).
- Роман «Із сьомого дна», який був написаний Ярославом Ярошем у співавторстві зі своєю тіткою Ярославою Бакалець[2] здобув першу премію в номінації «Романи» на «Коронації слова» 2010 року, а також премію «Портал» в номінації «Відкриття себе» (2012).
- Повість «Лицар з Кульчиць» стала лауреатом ХІ загальноукраїнського конкурсу «Українська мова — мова єднання».
- Роман «Кровна мста» отримав приз Вибір видавців у конкурсі «Коронація слова» 2012 року[3] та був серед лідерів продаж на під час Форуму видавців 2012 року.[4]